# Диедар (аеродинамика)
Диедар (грч. due aerei – два крила нису копланарна) – или угао прегиба крила је угао између осовине крила или хоризонталног репа (узгонске површине) и њене хоризонталне пројекције на раван која пролази кроз тетиву средње линије аеропрофила у равни симетрије летелице и стоји нормално на њој.
Диедар (угао прегиба крила) има снажан аеродиначки ефекат повратног момента при ротацији (ваљању) крила односно летелице око уздужне осе, изазаног поремећајем, због чега се и примењује у аеродиначким конструкцијама. Тај ефекат се мери количином момента ваљања тренутно произведеним по мери угла нагиба у радианима. Овај аеродинамички ефекат диедра је кључни фактор за стабилност авиона око осе ваљања. Такође му је значајан допринос за контролу карактеристика попречно смерних осцилација („Холандско ваљање“ – Dutch roll), са умањењем међусобног купловања ваљања и скретања.

## Угао диедра и његов фекат
Диедар је угао, мерен навише, између осовине фиксног крила авиона и њене хоризонталне пројекције на раван, која пролази кроз тетиву средње линије аеропрофила у равни симетрије летелице, а нормална је на раван симетрије (види цртеж десно). Термин се такође односи и за крила птица. Угао диедра не мора увек да се простире од кореног аероприла, ве и од неког другог дуж размаха крила, тада се каже да је то полудиедар.
Угао диедра има значајан утицај на стабилилност лета ваздухоплова, диедрални ефекат. Тај ефекат је у томе што свако нагињање летелице око уздужне осе изазива момент исправљања на вредност попречног нагиба од пре поремећаја. Повећање угла диедра повећава и овај ефекат исправљања {\displaystyle \quad \ C_{l_{\xi }}={\frac {dC_{l}}{d\xi }}}, али угао диедра мора бити усклађен и са другим утицајима на параметре летелице, изражено преко дериватива стабилности: {\displaystyle \quad \ C_{l_{\beta }}={\frac {dC_{l}}{d\beta }}} и {\displaystyle \quad \ C_{l_{r}}={\frac {dC_{l}}{dr}}}

## Уздужни диедар
Угао диедра авиона готово увек подразумева угао између две упарене површине, једна је узгонска а друга је заједничка на обе стране авиона. Готово је увек то између левог и десног полукрила (или хоризонталних полурепова) и равни нормалне на раван симетрије авиона. Међутим, математички диедар значи угао између било које две равни. У ваздухопловству, термин „диедар“ се примењује и значи разлику у угловима, гледано с преда, између две површине и то полукрила и нормалне равни на раван симетрије авиона:
Уздужни диедар се мери у односу на површине које пролазе кроз корену тетиву крила или хоризонталног репа, под поставним углом у односу на труп авиона.
Уздужни диедар може да се мери и између оса крила или хоризонталног репа при положају њихове тетиве за нулти узгон, уместо за положај корене тетиве под поставним углом. Ово има више смисла за употребу, јер се правци тетива, при нултом узгону, односе на уздужно тримовање и стабилност, док за правце тетива корених аеропрофила то није случај.

## Историја
Аеродиначки појам диедра је временски еволирао, све док га није прецизно описао британски Лорд Џорџ Кејли (енгл. George Cayley), као угао узгонске површине, са стабилизирајућим ефектом.

## Употребе угла диедра и диедралног ефекта

### Анализа стабилности авиона
У анализи стабилности авиона, диедрални ефекат се манифестује преко дериватива стабилности: {\displaystyle \quad \ C_{l_{\beta }}} (бездимензионо изражен момент ваљања по углу клизања) и {\displaystyle \quad \ C_{l_{r}}} (бездимензионо изражен момент ваљања по угаоној брзини скетања), који су саставни делови једначина стабилности.

### Допринос стабилности
Сврха диедралног ефекта је да допринесе стабилности око осе ваљања. То је важан фактор у стабилности режима спиралног кретања, што се понекад назива „стабилност ваљања“. Томе директно не доприноси диедрални ефекат, већ индиректно он помаже враћање крила у положај пре поремећаја, што смањује ефекат „спиралног“ облика кретања авиона.

### Клиренскрила
Пројектанти авиона обезбеђују већи зазор између крила и полетно-слетне стазе (клиренс крила) са повећањем угла диедра. Ово је од посебног значаја за авионе са већом брзином ваљања, чији врхови крила могу закачити писту при ротацији авиона при „равнању“ код слетања. Код војних авиона са повећањем угла диедра обезбеђује се простор за подкачињење спољног терета, наоружања и горива. Нежељене аеродинамичке последице овог повећања угла диедра крила најчешће се ублажују смањењем угла диедра хоризонталног репа, често и са негативном вредности.

## Подешавањедиедралног ефектауглом диедра
Током пројектовања одређеног крила авиона (или његовог хоризонталног репа), избор угла диедра је обично релативно једноставан за подешавање укупног диедралног ефекта. Задатак се своди да конструктор успешно компезује нежељене утицаје других елемената у пројекту на укупни диедрални ефекат код авиона. Ови други елементи (као што су размах крила, вертикални положај уградње крила, итд) могу стварати потешкоће за потпуну компензирају укупних нежељених утицаја само са углом диедра. Као резултат тога, различите су величине углова диедра код разних типова авиона са фикснин крилом. На пример, угао диедра је обично већи на нискокрилцима него на сличним авионима висококрилцима. То је зато што вертикални положај крила у односу на тежиште авиона значајно утиче на диедрални ефекат. Претходно се одреди јединични диедрални ефекат конкретног крила {\displaystyle \quad \ C_{l_{\xi }}}, па се подеси жељени укупни, за авион, са изменом вредности угла диедра крила.

## Честе забуне
Диедрални ефекат, једноставно је дефинисан да бочно клизање изазива ваљање и ништа друго. Ваљање изазвано другим разлозима има друге називе.
Диедрални ефекат не утиче на брзину скретања, нити брзину промене бочног клизања. Пошто диедрални ефекат осећа пилот када користи крмило правца, многи пилоти и остали многи стручњаци објашњавају да је тренутно ваљање изазвано тиме што се једно полукрило при скретању брже креће кроз ваздух, у односу на друго. Заиста, то су стварни ефекти, али они нису диедрални ефекат, који настаје зато што је крило под углом клизања {\displaystyle \ \beta }, а не према претходном објашњењу. Ови други ефекти се зову ваљање због брзине скретања {\displaystyle \quad \ C_{l_{r}}} и ваљање због клизања у страну {\displaystyle \quad \ C_{l_{\beta }}}.
Диедрални ефекат није сама по себи стабилност у ваљању. Стабилност у ваљању је прилично двосмислен назив, „спирални облик стабилности“ и диедрални ефекат су само фактори који доприноси томе, али диедрални ефекат није никаква стабилност само по себи.

## Како угао диедра стварадиедрални ефекати стабилизује спирални облик кретања
Угао диедра крила доприноси укупном диедралном ефекту ваздухоплова. Заузврат, диедрални ефекат доприноси стабилизацји спиралног облика кретања ваздухоплова. Стабилни спирални облик кретања ће довести да се ваздухоплов на крају врати у претходну вредност угла нагиба крила, у коме је био пре поремећаја.
| |  |
| Резултујућа сила Fy изазива клизање на страну спушеног полукрила, што изазива на њему пораст нападног угла, док на подигнутом пад. То значи и пораст узгона на спуштеном полукрилу, а на подигнутом пад, резултат те разлике је повратни моменат ваљања „L“. |  |

Ако поремећај изазива да се авион ротира (ваља) даље од свог нормалног положаја крила, као на слици лево (изнад), авион ће почети да бочно клизи према доњем полукрилу. На десној слици изнад, путања лета авиона почиње да скреће према левој страни авиона, док његов нос и даље задржава претходни правац. То значи да ваздушне струјнице са леве стране носа авиона имају допунску компоненту брзине, која повећава нападни угла резултујуће брзине опструјавања ваздухом левог полукрила.

### Како угаодиедраизазива брзину ваљања при бочном клизању (диедрални ефекат)
На горњој слици десно, услови бочног клизања изазивају већи нападни угао на предњем полукрилу и мањи нападни угао на задњем полукрилу, гледано у смеру клизања. Ова промена нападног угла бочним клизањем се види на десној слици горе изнад. Већи нападни угао генерише и већи узгон (у уобичајеном случају, када крило није близу превлачења), предње полукрило ће имати већи узгон, а задње мањи. Ова разлика у узгону између полукрила изазива ваљање угаоном брзином, а пошто је изазвано бочним клизањем, то је диедрални ефекат (или тачније, то је допринос укупном диедралног ефекта авиона).

### Какодиедрални ефекатстабилизује спирални облик кретања
Угаона брзина ваљања, изазвана је бочним клизањем летелице (означава се са „p“). Диедрални ефекат је тенденција авиона да се изазваним ваљањем поремећајем враћа на претходни положај крила. Диедрални ефекат снажније утиче да ваљање изазива враћање крила на претходни положај дуж размаха, а мањи му је утицај да ваљање изазива враћање крила и усмереање носа авиона у правац ваздушне струје, који је био пре поремећаја. Диедрални ефекат помаже стабилизацији спиралног облика кретања, пошто крило има тенденцију ваљања сразмерно величини бочног клизања. Међутим то није цела слика. У исто време када угао бочног клизања расте, вертикални реп има тенданцију да врати нос авиона назад у правац ваздушне струје, слично као ветроказ, умањујући бочно клизање, ако исто постоји. Ако нема бочног клизања, нема ни брзине ваљања. Ако постоји мање бочно клизање, постоји и мање обнављање брзине ваљања. Вертикални реп стабилизује авион по правцу, а диедрални ефекат се противи тенденцији крила да се ваља при ограниченом бочном клизању.
Тенденција је да спирални облик кретања полако дивергира, или је да се крило полако враћа на претходни свој положај, од пре поремећаја. Ако је спирални облик кретања стабилан, авион ће се полако вратити на претхони положај крила, ако је нестабилан, авион ће се полако удаљавати од почетног положаја крила (од тренутка поремећаја). Диедрални ефекат и стабилност скретања су два главна фактора који утичу на стабилност спиралног облика кретања авиона, мада постоје и други фактори који у мањој мери утичу.

## Други фактори који доприноседиедралном ефекту
Други сегменти пројекта и осим углова диедра узгонских површина такође доприносе диедралном ефекту. Сваки од њих повећава или смањује укупан диедрални ефекат авиона, у већој или мањој мери.

### Стрела крила
Стрела крила такође повећава диедрални ефекат. То је један од разлога за конфигурације авиона са негативним углом диедра код висококрилаца, чак и на неким нискокрилцима, као што су Ту-134, Ту-154 и на хоризонталном репу Г-4 супер галеба.

### Вертикални положај тежишта
Уздужни и вертикални положај центра масе летелице, који се назива тежиште или „CG“, важна је карактеристика за стабилност и управљивост. Ако се у овој тачки обеси тело (авион), исто ће бити уравнотежено и супростављаће се ротацији. Положај „CG“ напред-или-назад дуж уздужне осе летелице је од примарног значаја за општу стабилност авиона, али и вертикални положај има значајне ефекте.
Вертикални положај „CG“ мења величину диедралног ефекта. Тај допринос расте ако се „CG“ помера наниже. Ово је изазвано чињеницом да је онда аеродиначки центар, па и узгон и отпор су удаљенији изнад „CG“ и делују на дужем краку што ствара већи корективни момент при свакој промени изазваној поремећајем. Ово је истоветно ефекту клатна.
Екстреман пример утицаја вертикалног положаја „CG“ на диедрални ефекат је параглајдер. Диедрални ефекат при веома ниском вертикалном положају „CG“ снажно компензује све негативне диедралне ефекте.

## Ефекти великогдиедралног ефекта
Споредни ефекат великог диедралног ефекта изазивају компезацију са претераним углом диедра, а између осталог може изазвати и купловање скретања и ваљања (тенденција кретања авиону у „холандско ваљање“). То може бити са непријатним последима, у екстремним условима може довести до губитка управљивости авионом или може изазвати његово преоптерећење.

## Негативан диедар и полудиедар

### Негативан диедар
Војни ловачки авиони често имају близу нуле или чак негативан угао диедра, с чиме се смањује диедрални ефекат и самим тим смањује се и стабилност спиралног облика кретања. То повећава покретљивост која је приоритетна код ловачких авиона.
Негативан диедар се такође користи на авионима висококрилцима, као што је веома велики транспортни авиони Антонов Ан-124 и Локид C-5 галаксија. У таквим пројектима, висок постављено крило је изнад тежишта авиона, што даје велики додатни диедрални ефекат (принципа клатна, који се назива „ефекат кила“) и зако често није потребан угао диедра, за компезацију. Такви пројекти могу имати прекомерни диедрални ефекат и бити претерано стабилни у спиралном облику кретања. Из тих разлога се изводи негативан угао диедар на крилу да би се смањио диедрални ефекат, тако да авион задржи маневарске карактеристике.

### Полудиедар
Већина авиона су пројектована са крилом нормалног диедра (или негативног диедра). Неки старији авиони попут F4U корсер и Берие Be-12 су пројектовани са галебовим крилом савијеним у близини корена. Модерно полудиедар крило обично је пројектовано са диедром дела површине при крају свога размаха за потребно повећање диедралног ефекта. Од корена па до тога места прегиба крила, оставља се простор за конструктивно испуњење других критеријума пројекта.
Полудиедар се често користи на једрилицама и неким другим летелицама. F-4 фантом је један карактеристичан пример, јединствен међу ловцима са млазним мотором, код кога је примењен диедар тек при крају размаха крила. Ово је накнадно урађено, после првих испитивања у лету, када се показала потреба да се исправе непредвиђене карактеристике нестабилног спиралног облика кретања. Ова накнадна модификација је била јефтинија и бржа од реконструкције целог крила.